# Gare de Molompize
La gare de Molompize est une ancienne gare ferroviaire française de la ligne de Figeac à Arvant, située sur le territoire de la commune de Molompize, dans le département du Cantal, en région Auvergne-Rhône-Alpes.

## Situation ferroviaire
Établie à 588 mètres d'altitude, la gare de Molompize est située au point kilométrique (PK) 378,237 de la ligne de Figeac à Arvant, entre la gare ouverte de Massiac et la gare fermée de Ferrières-Saint-Mary.

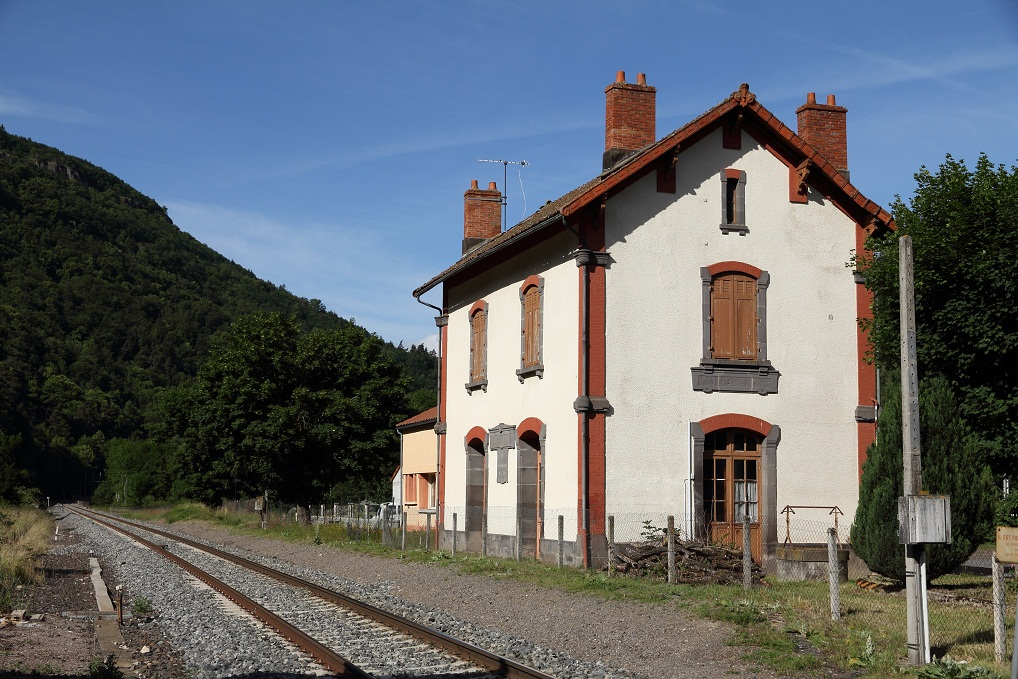
Vue de l'ancien bâtiment voyageurs et de la voie en direction de Neussargues.

## Service des voyageurs
La gare est actuellement fermée au trafic voyageurs, la gare de Massiac se trouve à environ 7 kilomètres.